# Hermiston (Oregon)
Hermiston (korábban Maxwell) az Amerikai Egyesült Államok Oregon államának Umatilla megyéjében elhelyezkedő város, a Pendleton–Hermiston mikrostatisztikai körzet legnagyobb települése. A 2020. évi népszámláláskor 19 696 lakosa volt.
A város a dinnyeiparáról is ismert, emellett az autópályák közelsége, az optikai hálózat elérhetősége és a villamos energia alacsony költsége miatt a térség kereskedelmi központjává vált.

## Története
A térség első lakói a kajúz, kolumbia, umatilla és walla walla indiánok voltak; az első fehér telepesek 1847-ben érkeztek.
A The Maxwell Land & Irrigation Company, valamint Skinner és Newport befektetők mindannyian saját várost akartak alapítani az Oregon Railroad and Navigation Company vasútvonala mentén. 1904-ben Skinner és Newport földmérési kérelmet adtak be, amit két nap múlva a Maxwell Landé követett. Mivel egyik fél sem engedett, a vasút két oldalán két település jött létre, melyek utcáit szándékosan egy sarokkal eltolták, hogy ne fussanak egymásba. Mindkét helységnek saját bankja és szállodája volt; végül a keleti oldal maradt fenn.
Maxwell nevét vélhetően egy vasúti tisztviselőről kapta, majd J. F. McNaught ezredes Robert Louis Stevenson Weir of Hermiston című regénye után átnevezte. Hermiston 1907. július 10-én kapott városi rangot.
Az Umatilla-medence 1908-as fejlesztésével jelentőssé vált a mezőgazdaság. A második világháborúig a térség mérsékelten növekedett, de a hadianyagraktár megépültével a népesség 1940 és 1950 között 803-tól 3804 főre nőtt. Az 1970-es években a villamos energia árának csökkenésével a térségben jelentős lett a burgonyatermesztés; a Lamb-Weston és a Simplot is mirelit-feldolgozót létesített. 1980-ra a népesség megduplázódott, az 1990-es években pedig megnyílt a Two Rivers Javítóintézet, a Walmart logisztikai központja, a Union Pacific Railroad járműjavítója, valamint megkezdődött a hadianyagraktár felszámolása. 2020-ra a település a régió kereskedelmi központja lett.

## Éghajlat
A város éghajlata félszáraz (a Köppen-skála szerint BSk). 2021. június 29-én 48 °C-ot mértek, ami egy Celsius-fokkal marad el az állami melegrekordtól.
| Hónap                                                                        | Jan.  | Feb.  | Már.  | Ápr. | Máj. | Jún. | Júl. | Aug. | Szep. | Okt.  | Nov.  | Dec.  | Év    |
| ---------------------------------------------------------------------------- | ----- | ----- | ----- | ---- | ---- | ---- | ---- | ---- | ----- | ----- | ----- | ----- | ----- |
| Rekord max. hőmérséklet (°C)                                                 | 20,0  | 22,0  | 26,0  | 32,0 | 38,0 | 48,0 | 48,0 | 43,0 | 38,0  | 31,0  | 26,0  | 22,0  | 48,0  |
| Átlagos max. hőmérséklet (°C)                                                | 15,3  | 16,5  | 21,1  | 27,4 | 34,0 | 37,3 | 40,5 | 39,3 | 34,1  | 26,2  | 20,7  | 16,3  | 27,5  |
| Átlaghőmérséklet (°C)                                                        | 2,2   | 4,1   | 8,0   | 11,6 | 16,2 | 19,8 | 24,2 | 23,3 | 18,1  | 11,5  | 5,3   | 1,8   | 12,2  |
| Átlagos min. hőmérséklet (°C)                                                | −11,8 | −10,9 | −7,7  | −4,0 | −0,3 | 5,3  | 7,4  | 6,9  | 1,5   | −5,2  | −10,1 | −13,4 | −3,5  |
| Rekord min. hőmérséklet (°C)                                                 | −24,0 | −18,0 | −18,0 | −9,0 | −4,0 | 3,0  | 3,0  | 3,0  | −3,0  | −14,0 | −22,0 | −27,0 | −27,0 |
| Átl. csapadékmennyiség (mm)                                                  | 29    | 22    | 22    | 20   | 21   | 16   | 3    | 4    | 8     | 20    | 27    | 28    | 220   |
| Forrás: Nemzeti Óceán- és Légkörkutatási Hivatal és National Weather Service |       |       |       |      |      |      |      |      |       |       |       |       |       |

## Népesség
A nagy népességnövekedés más nagyvárosok és két autópálya közelségének köszönhető.
| Lakosok száma | 647  | 647  | 608  | 3804 | 4402 | 4893 | 9408 | 13 154 | 16 745 | 19 354 |
|               | 1910 | 1920 | 1930 | 1950 | 1960 | 1970 | 1980 | 2000   | 2010   | 2020   |

## Gazdaság

### Kereskedelem
A helyi vásárlóerő-körzet (az a kör, melyen belül az emberek bevásárolni járnak) Pendletontól Heppnerig terjed; ebben a körben 46 ezren élnek. Ugyan Hermiston szolgáltatóipara erős, sokan járnak át a Washington állambeli Tri-Citiesbe vásárolni.

### Munkaerő
A város lefedettségi körzetében 135 503 munkavállaló él, ez Kelet-Oregon legnagyobbika. Előnyös, hogy Washington állam könnyen elérhető közúton.

### Legnagyobb foglalkoztatók
A legnagyobb foglalkoztatók a 2022-es adatok szerint:
| Név                             | Alkalmazottak |
| ------------------------------- | ------------- |
| Amazon Web Services             | 2058          |
| Walmart logisztikai központ     | 1050          |
| Good Shepherd Healthcare System | 767           |
| First Coast Security            | 750           |
| Lamb Weston                     | 625           |
| Hermistoni Tankerület           | 623           |
| Two Rivers Javítóintézet        | 440           |
| Walmart hipermarket             | 356           |
| Union Pacific Railroad          | 300           |
| Marlette Home                   | 250           |

## Rendezvények
- Hermiston Raceway/Super Oval, áprilistól szeptemberig megrendezett autóverseny[21]
- Farm City Pro Rodeo, augusztusban megrendezett rodeó[22]
- Umatilla County Fair, kiállítás és piac[23]

## Oktatás

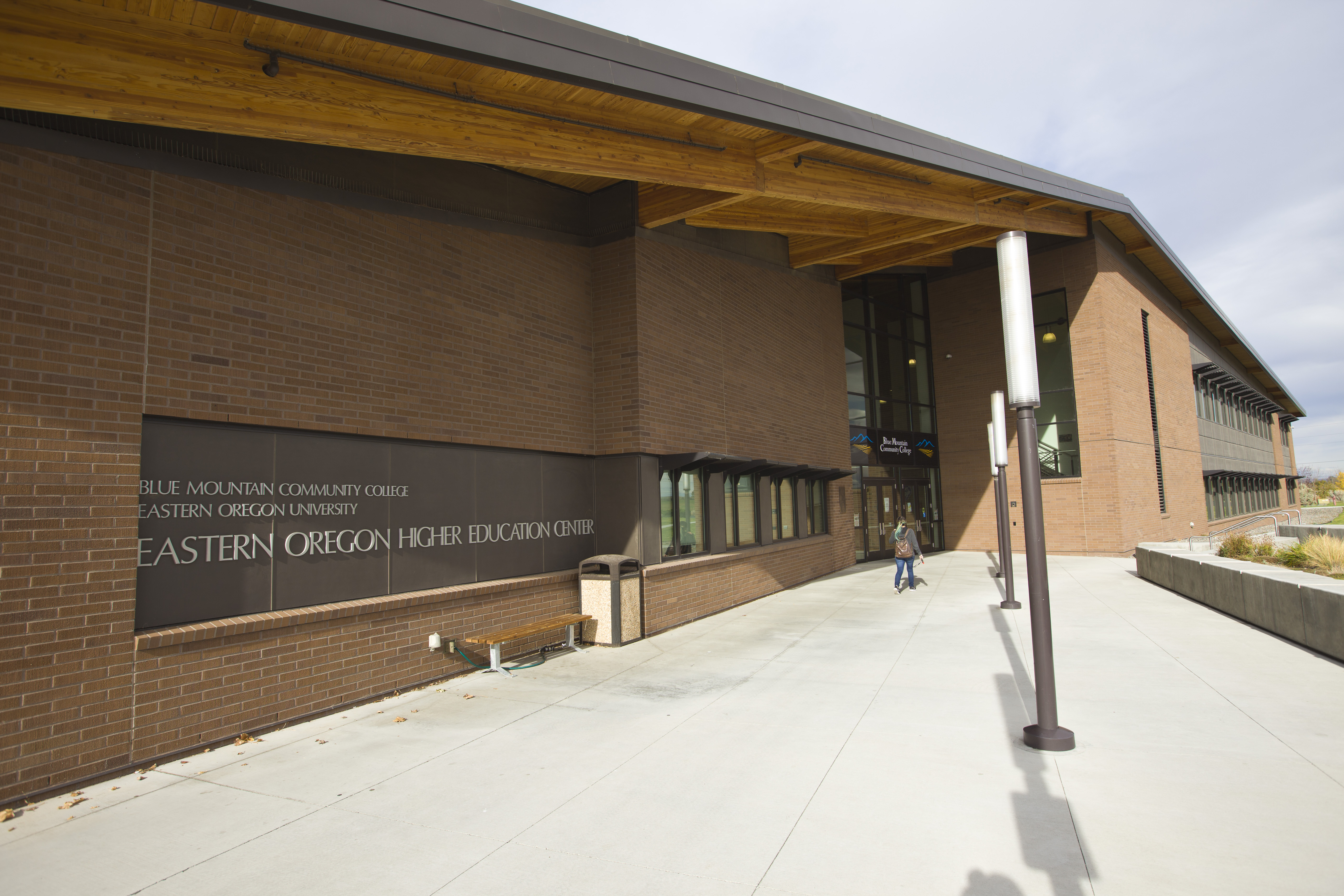
Eastern Oregon Higher Education Center, az egyetemi kurzusok helyszíne

### Közoktatás
A Hermistoni Tankerület Kelet-Oregon legnagyobbika: a 2020–21-es tanévben 5508 diákja volt, ebből 1703-an a középiskolában tanultak. Utóbbi intézmény nagy mérete lehetővé teszi a legátfogóbb képzések indítását.
A térség szavazópolgárai általában támogatóak: 2008 novemberében 69,9, 2019 novemberében pedig 82,7 millió dolláros támogatást szavaztak meg. 2019-ben az 57 éves Rocky Heights általános iskola helyett új intézmény építése, valamint a középiskola kétszáz férőhelyes bővítése kezdődött.
A középiskola a Washington Interscholastic Activities Association 3A szintjén versenyez.

### Felsőoktatás
A városban a Kék-hegyi Közösségi Főiskola és a Kelet-oregoni Egyetem is telephelyet tart fenn.

## Közlekedés

### Közút
A város az Interstate 82, az Interstate 84, a U.S. Route 30 és a U.S. Route 395 csomópontjában fekszik, így minden nagyobb város könnyen elérhető.
A Walmart mellett a FedEx és a UPS is logisztikai központot tart fenn.

### Vasút
Az Oregon Railroad and Navigation Company La Grande-i mellékvonala az 1870-es években épült ki; a szakasz fenntartója ma a Union Pacific Railroad.

### Légi közlekedés
A város tulajdonában álló Hermistoni városi repülőteret teherszállító járatok, kis- és magángépek, valamint mezőgazdasági repülők használják. Utasszállító járatok legközelebb a Tri-Cities repülőtérről indulnak.

## Parkok

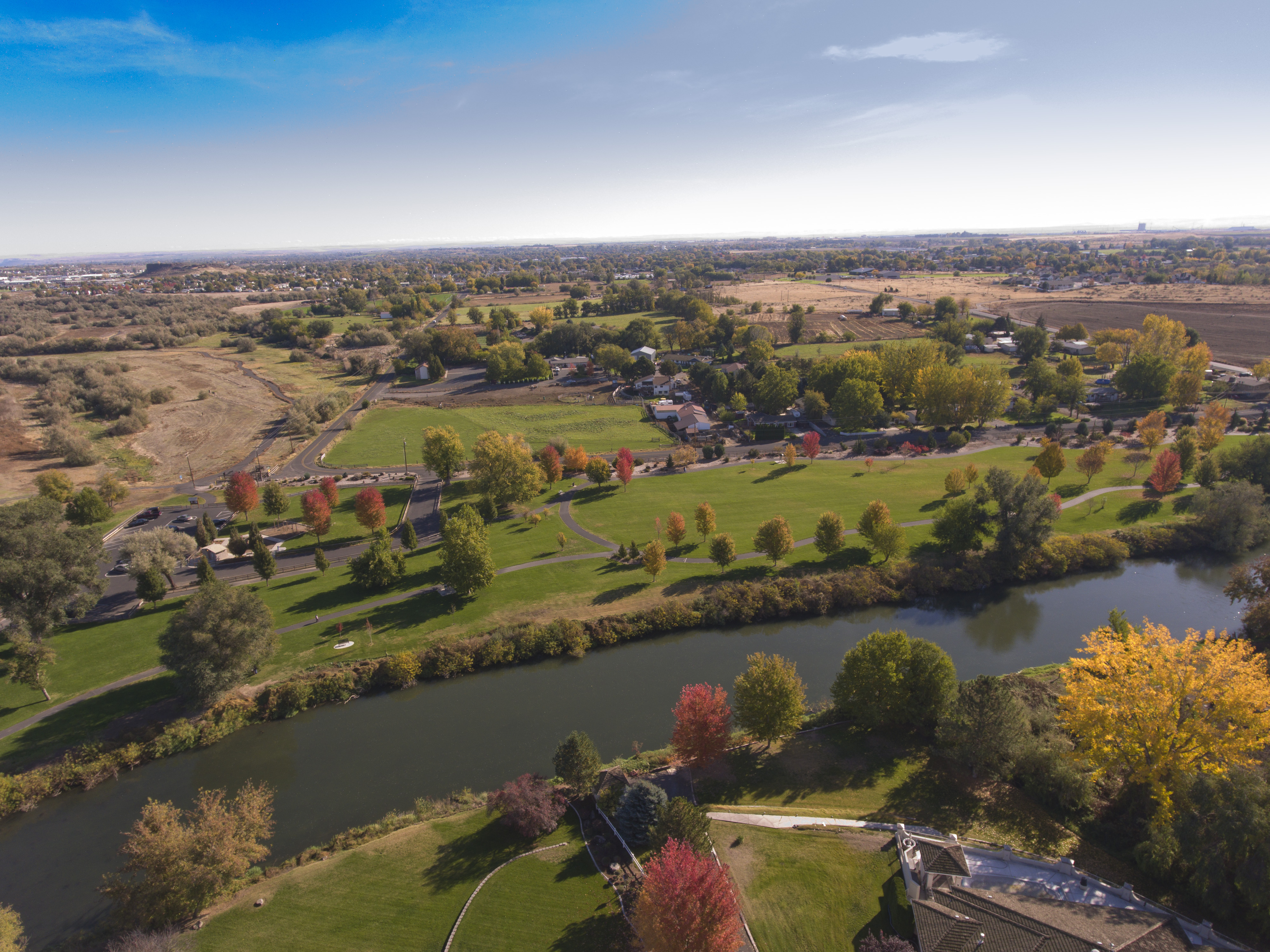
Riverfront Park

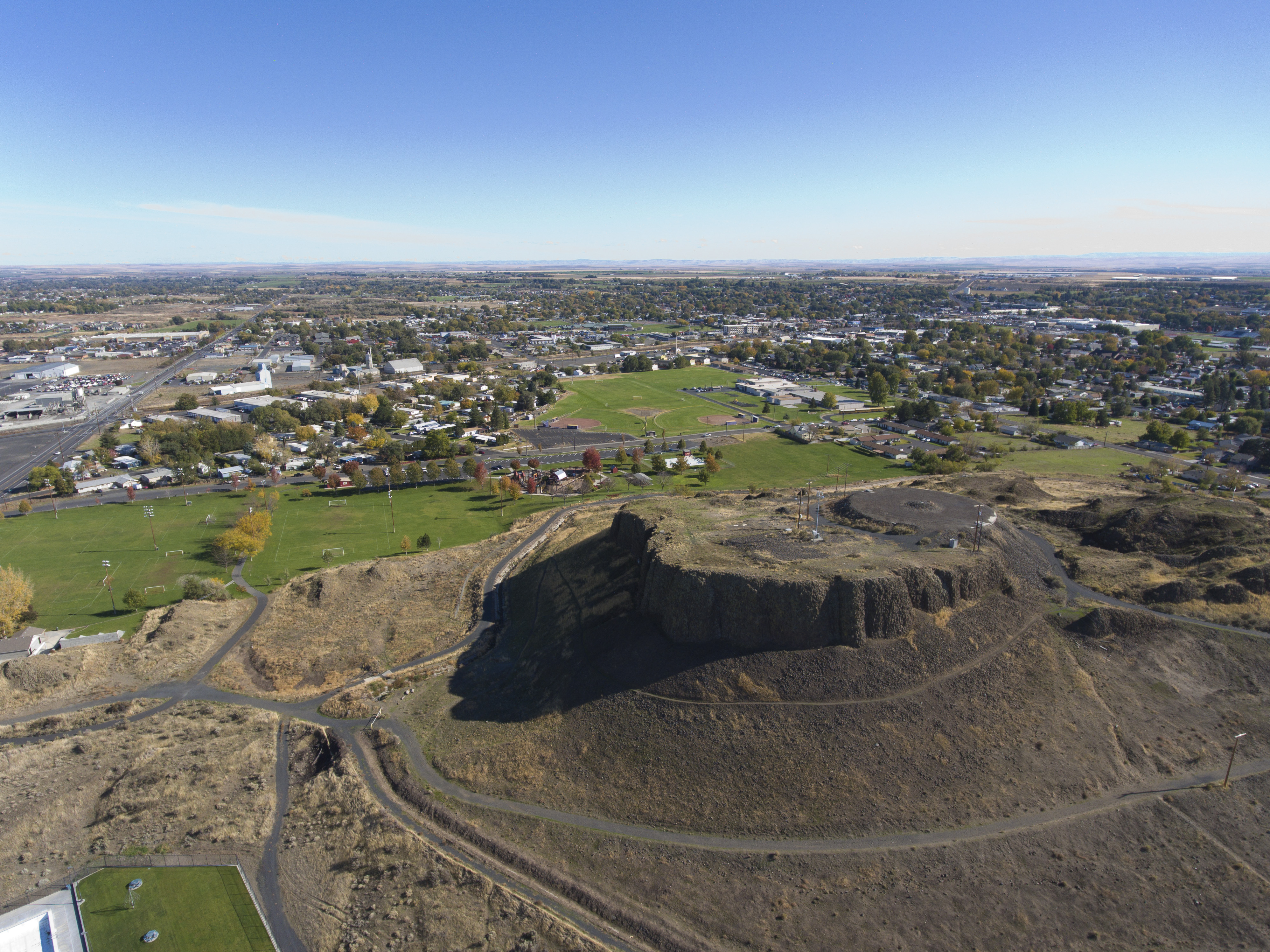
Hermiston-tanúhegy

Hermiston városa 15 parkot, 15 pihenőövezetet és negyven hektárnyi egyéb közösségi teret tart fenn, emellett húsz hektárt későbbi fejlesztésre különítettek el.

## Média

### Rádióadók
A városban befogható csatornák:
- KOHU 1360 kHz (countryzene)
- KGTS 91,3 MHz (keresztény)
- KQFM 93,7 MHz (kortárs)
- KLKY 96,1 MHz (klasszikus rock)
- KZLY 99,5 MHz (spanyol)
- KOLH 105,9 MHz (katolikus – EWTN)

### Újságok
- The Hermiston Herald, hetilap szerdánként[33]
- East Oregonian, napilap[34]

## Nevezetes személyek
- Bucky Jacobsen, baseballjátékos[35]
- Chuck Norris, politikus[36]
- Jared Zabransky, amerikaifutball-játékos[37]
- Jim Stuart, amerikaifutball-játékos[38]
- Tucker Bounds, közkapcsolati szakértő[39]
- Shoni Schimmel, kosárlabdázó[40]

## Fordítás
- Ez a szócikk részben vagy egészben  a   Hermiston, Oregon című angol Wikipédia-szócikk ezen változatának fordításán alapul.  Az eredeti cikk szerkesztőit annak laptörténete sorolja fel. Ez a jelzés csupán a megfogalmazás eredetét és a szerzői jogokat jelzi, nem szolgál a cikkben szereplő információk forrásmegjelöléseként.